# Маомін
Маомін (кит. спр. 茂名市, піньїнь: Màomíng Shì) — місто-округ в китайській провінції Гуандун. 

## Географія
Маомін розташовується на західному узбережжі провінції на висоті близько 30 метрів над рівнем моря.

### Клімат
Місто знаходиться у зоні, котра характеризується вологим субтропічним кліматом. Найтепліший місяць — липень із середньою температурою 28,6 °C. Найхолодніший місяць — січень, із середньою температурою 16,4 °С.
| Клімат Маоміна          | Клімат Маоміна | Клімат Маоміна | Клімат Маоміна | Клімат Маоміна | Клімат Маоміна | Клімат Маоміна | Клімат Маоміна | Клімат Маоміна | Клімат Маоміна | Клімат Маоміна | Клімат Маоміна | Клімат Маоміна | Клімат Маоміна |
| Показник                | Січ.           | Лют.           | Бер.           | Квіт.          | Трав.          | Черв.          | Лип.           | Серп.          | Вер.           | Жовт.          | Лист.          | Груд.          | Рік            |
| Середній максимум, °C   | 21,2           | 21             | 23,8           | 27,2           | 30,2           | 31,8           | 32,4           | 32,6           | 31,9           | 30,2           | 26,9           | 23             | 27,7           |
| Середня температура, °C | 16,4           | 17,1           | 20,1           | 23,8           | 26,5           | 28,1           | 28,6           | 28,5           | 27,5           | 25,4           | 21,7           | 17,7           | 23,5           |
| Середній мінімум, °C    | 13,5           | 14,7           | 17,9           | 21,6           | 24             | 25,7           | 26             | 25,8           | 24,7           | 22,3           | 18,3           | 14,3           | 20,7           |
| Норма опадів, мм        | 30.7           | 54.1           | 66.5           | 142.5          | 233.4          | 302.3          | 275.3          | 291.4          | 204.3          | 73.1           | 30.9           | 26.5           | 1731           |
| Вологість повітря, %    | 76             | 82             | 84             | 85             | 84             | 85             | 83             | 83             | 80             | 74             | 70             | 70             | 79.7           |
| ----------------------- | -------------- | -------------- | -------------- | -------------- | -------------- | -------------- | -------------- | -------------- | -------------- | -------------- | -------------- | -------------- | -------------- |
| Джерело: data.cma.cn    |                |                |                |                |                |                |                |                |                |                |                |                |                |

## Адміністративний поділ
Міський округ поділяється на 2 райони і 3 міста:
| Карта                                 | Карта   | Карта    | Карта            |
| ------------------------------------- | ------- | -------- | ---------------- |
| Хуачжоу Сіньї Гаочжоу Маонань Дяньбай |         |          |                  |
| Статус                                | Назва   | Оригінал | Населення (2020) |
| Район                                 | Дяньбай | 电白区   | 1 503 737        |
| Район                                 | Маонань | 茂南区   | 1 035 411        |
| Місто                                 | Гаочжоу | 高州市   | 1 328 657        |
| Місто                                 | Сіньї   | 信宜市   | 1 014 577        |
| Місто                                 | Хуачжоу | 化州市   | 1 291 668        |